# Cudot
Cudot település Franciaországban, Yonne megyében. Lakosainak száma 392 fő (2022. január 1.). Cudot Saint-Martin-d’Ordon, Précy-sur-Vrin, Saint-Loup-d’Ordon, Verlin és Charny Orée de Puisaye községekkel határos.

## Népesség
A település népességének változása:
| Lakosok száma | 340  | 343  | 349  | 345  | 348  | 351  | 365  | 378  | 392  |
|               | 2013 | 2015 | 2016 | 2017 | 2018 | 2019 | 2020 | 2021 | 2022 |